# Tokudaia osimensis
O rato-ouriço-das-Léquias (Tokudaia osimensis) é uma espécie de roedor da família Muridae.

## Distribuição geográfica e habitat
Apenas pode ser encontrada no Japão, mais comummente nas Ilhas Léquias.

## Descrição
Este roedor recebe o seu nome, pois os seus pêlos são rígidos, picando ligeiramente ao toque.